# Cookshire-Eaton
Pour les articles homonymes, voir Cookshire et Eaton.
Cookshire-Eaton une ville canadienne au Québec, chef-lieu de la MRC du Haut-Saint-François, dans la région de l'Estrie.

## Histoire

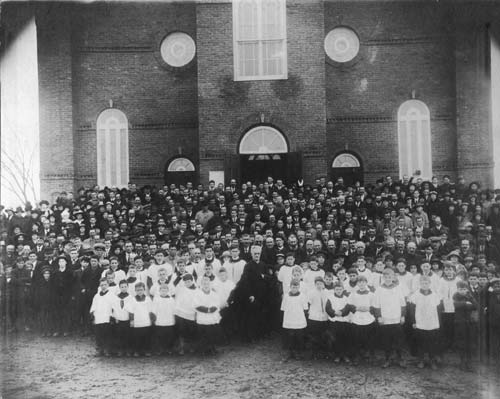
À la veille du départ du curé J.D.O. Godin, les paroissiens de Cookshire se sont réunis sur le parvis de l'église pour lui rendre un dernier hommage.

Cookshire est liée à l'implantation sur son territoire de John Cook (1770-1820), premier colon à faire l'acquisition d'un lopin de terre dans le canton d'Eaton ; il est un rouage important dans le développement de la communauté. Le suffixe shire est utilisé pour marquer « que le comté a été bâti à flanc de coteaux, au-dessus de la rivière Eaton ».
En 1798, quatre familles, avec à leur tête Josiah Sawyer, dont le hameau de Sawyerville portera le nom, accompagné des familles de Abner Power, de Samuel Hayes et d'Israël Bailey s’établissent sur le bord de la rivière Eaton. À leur arrivée, il n'y a plus de camps saisonniers tenus par les Abénakis. En 1801, Sawyer se voit octroyer 25 620 acres de terre. Cet octroi permet l’émergence de ce qui deviendra le village de Cookshire. L’Américain John Cook s’installe sur le territoire vers ces mêmes années. La ville de Cookshire est officiellement fondée en 1892, et pour honorer la mémoire de John Cook, le toponyme reprend ce nom.
Au cours des années, Cookshire connaît un essor économique très important et plusieurs petits commerces s’y installent. En 1830, un magasin général, un hôtel, un moulin à scie et un à farine sont construits pour répondre aux besoins croissants dans la population. L’arrivée de deux entreprises assure le développement du petit village au XIXe siècle. La Cookshire Mill Company, une scierie de grande envergure, dont les opérations s’étendent jusqu’aux États-Unis, emploie quelque mille travailleurs dans son usine de Cookshire. La Cookshire Flour Mill Company, un moulin à farine se veut également un employeur important de la collectivité florissante.
Cookshire exerce également une influence dans les domaines militaire et politique. En 1866, une troupe de cavaliers de Cookshire intervient lors d’une attaque des féniens, des nationalistes irlandais qui avaient pour objectif d’envahir le Canada afin de l’échanger contre l’indépendance de l’Irlande. Cette cavalerie intervient également lors de la révolte d’Hereford (révolte des travailleurs du chemin de fer). Cookshire compte aussi une troupe d’infanterie. Lors des deux Grandes Guerres mondiales, des Cookshirois s'illustrent sur les champs de bataille.
Sur la scène politique, Cookshire offre dès le début de la confédération des politiciens d’envergure nationale. John Henry Pope devient ministre de l’Agriculture et des Chemins de fer (1871-1889) dans le cabinet du premier ministre conservateur John A. Macdonald. Son fils, Rufus Henry Pope, le remplacera à la Chambre des Communes en 1889. Il est député de Compton jusqu’en 1904, et en 1911, il est nommé sénateur.
Sur le plan culturel et du savoir, Cookshire compte une académie, un High school, un Mechanic’s Institute et une société agricole. Cookshire compte également plusieurs lieux de culte dont la Trinity United Church, la St. Peters Church et l’église Saint-Camille, lors de l’arrivée de colons canadiens-français (1868). À partir de ce moment, Cookshire se transforme tranquillement et la construction de plusieurs institutions francophones voit le jour.
L’homme politique Pierre Bourgault (1934-2003) passe une partie de son enfance à Cookshire, où ses parents ont aujourd’hui leur dernier repos.

### Fusions et reconstitution
La ville actuelle de Cookshire-Eaton est issue de la fusion de la ville de Cookshire, de la municipalité d’Eaton, et du canton de Newport, le 24 juillet 2002,. Le village de Sawyerville avait déjà fusionné avec le canton d’Eaton le 25 avril 2001 pour créer la municipalité d’Eaton. Le gouvernement libéral de Jean Charest, ayant profité d'un mécontentement découlant des fusions de 2002, fait la promesse électorale de laquelle a résulté la loi 9 créant un processus de défusion. Les citoyens de l’arrondissement de Newport se prévalent de ce droit et ont voté en faveur de la reconstitution de leur municipalité dans le cadre d’un référendum le 4 novembre 2005. Afin que le gouvernement reconnaisse la validité du vote, l’option du oui devait obtenir 50 % +1 des votes représentant au moins 35 % de la population. Les citoyens de Newport ont voté à 72 % en faveur de la défusion, représentant 35,8 % de la population. Depuis le 1er janvier 2006, la municipalité de Newport a été reconstituée et forme une entité municipale distincte de celle de Cookshire-Eaton.

## Géographie
Avec une population de 5 344 habitants répartis sur 297 km2, Cookshire-Eaton est l'entité municipale la plus populeuse de la MRC du Haut-Saint-François.

## Urbanisme
La ville de Cookshire-Eaton compte plusieurs villages dont ceux de Birchton, Bulwer, Sawyerville (Village) et Johnville.
L’architecture de plusieurs résidences et particulièrement celle de l’église anglicane St. Peters illustrent les influences américaine et anglo-saxonne. Convertie en clinique médicale, l’ancienne demeure du sénateur John Henry Pope, pionnier et fondateur du Canadien Pacifique, constitue un joyau du patrimoine. Sur la route panoramique et sur le Circuit des Loyalistes, vers East Angus, on rencontre le pont couvert John-Cook, bâti sur l’ancien lit de la rivière Eaton.
À Johnville, situé à l’extrémité ouest, on retrouve l’église Notre-Dame-de-la-Paix et, à quelques kilomètres du village, les sentiers du Parc écoforestier de Johnville, un écosystème rare d’une diversité écologique remarquable.
Sur la route 253, vers Sawyerville, se trouve le village d’Eaton Corner, reconnu comme le plus vieux des Cantons-de-l’Est. L’industrie agricole et l’exploitation forestière y prédominent. Plusieurs bâtiments y sont classés monuments historiques. Parmi ceux-ci, soulignons l’église qui date de 1840-41 qui abrite maintenant le Musée de la Société d’histoire du comté de Compton et l’ancienne Academy Eaton où loge la Société d’histoire et du patrimoine du Haut-Saint-François. Ce secteur conserve aussi en héritage une jolie maison à loggia qui se distingue par son balcon encastré. C’est dans cette maison, au style architectural inusité, qu’on a pratiqué la première intervention chirurgicale sous anesthésie au Canada.

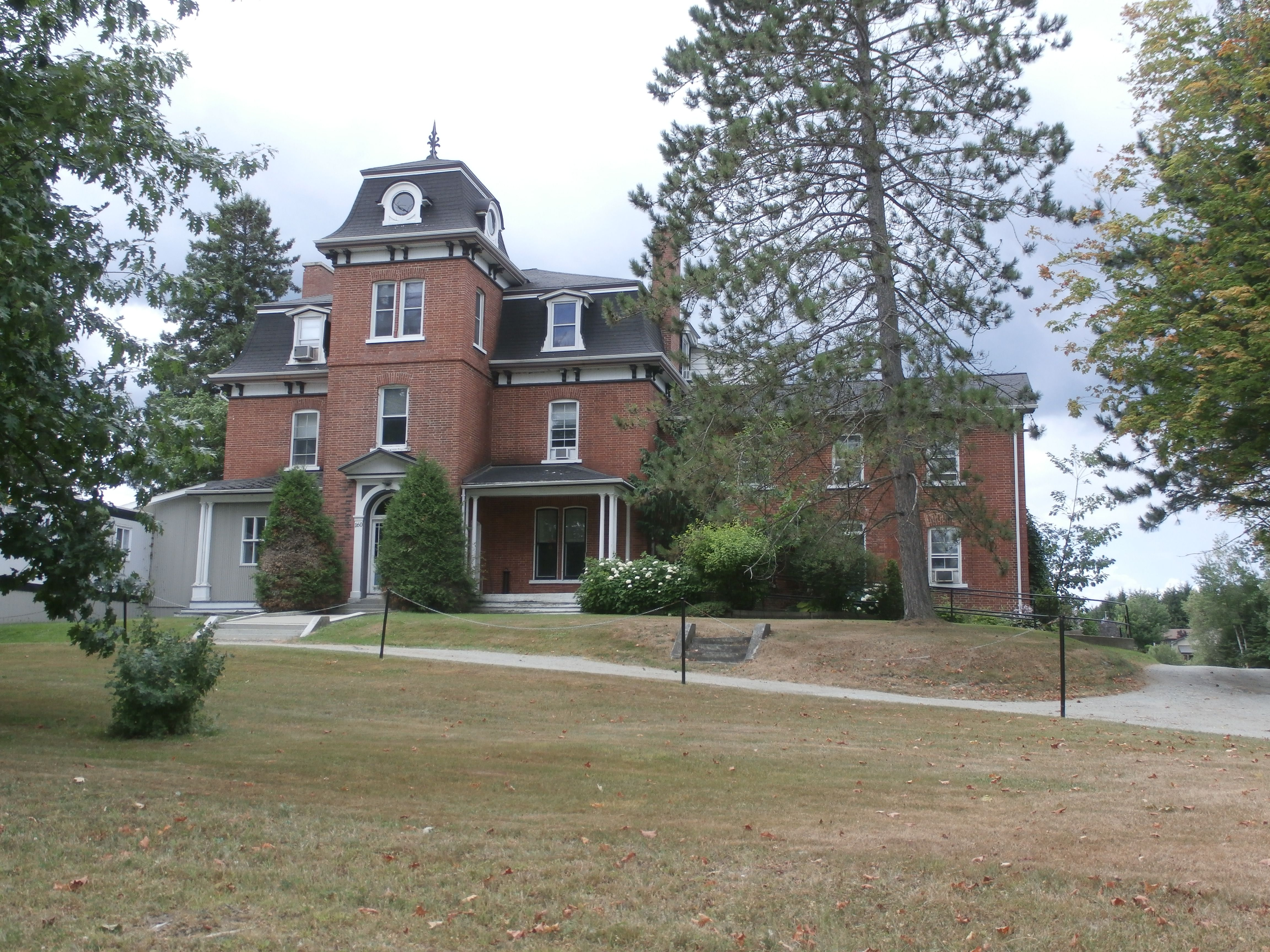
Maison John Henry Pope.
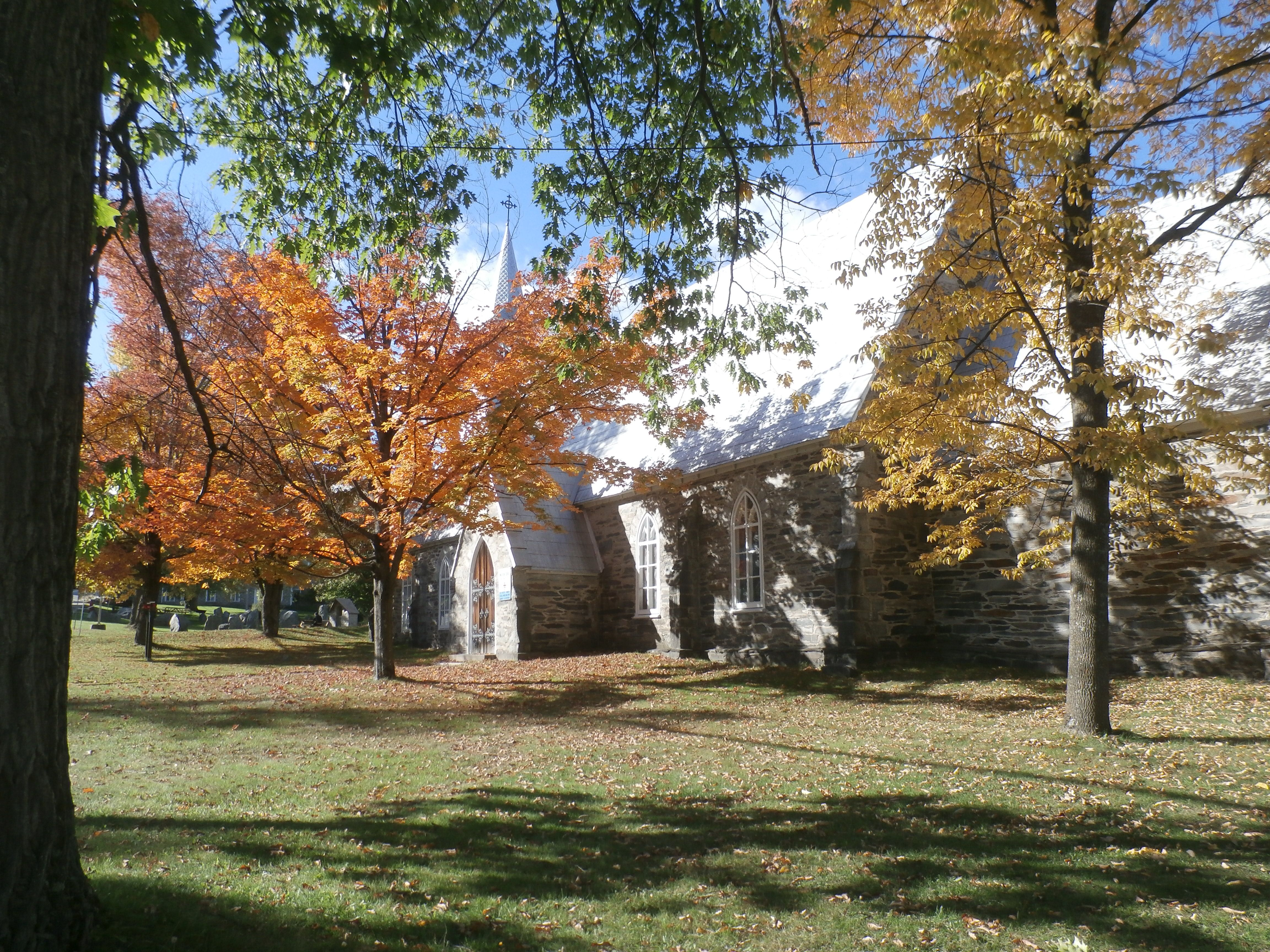
Église St-Peter's (1868) au centre de Cookshire.
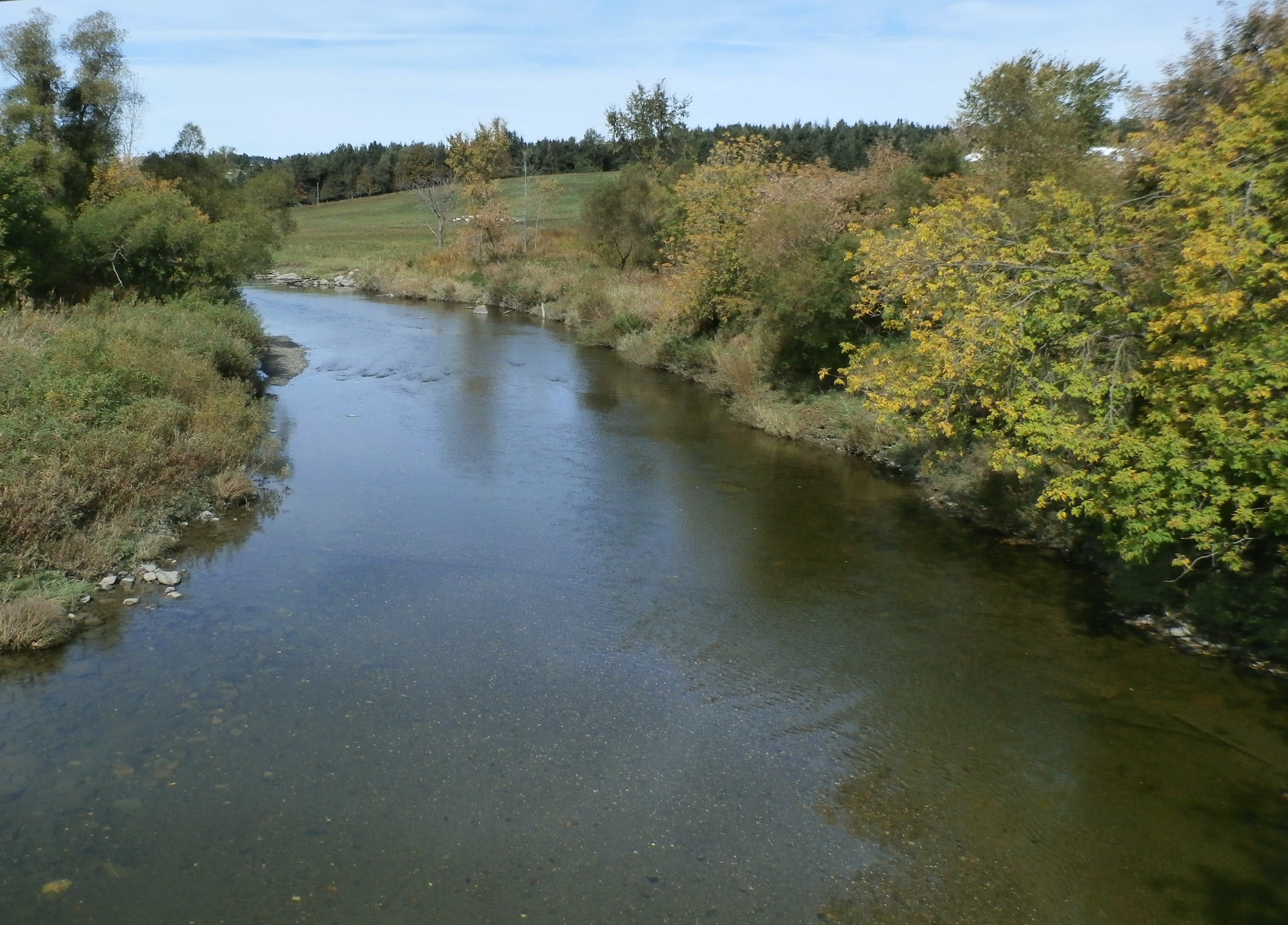
Rivière Eaton à Sawyerville.
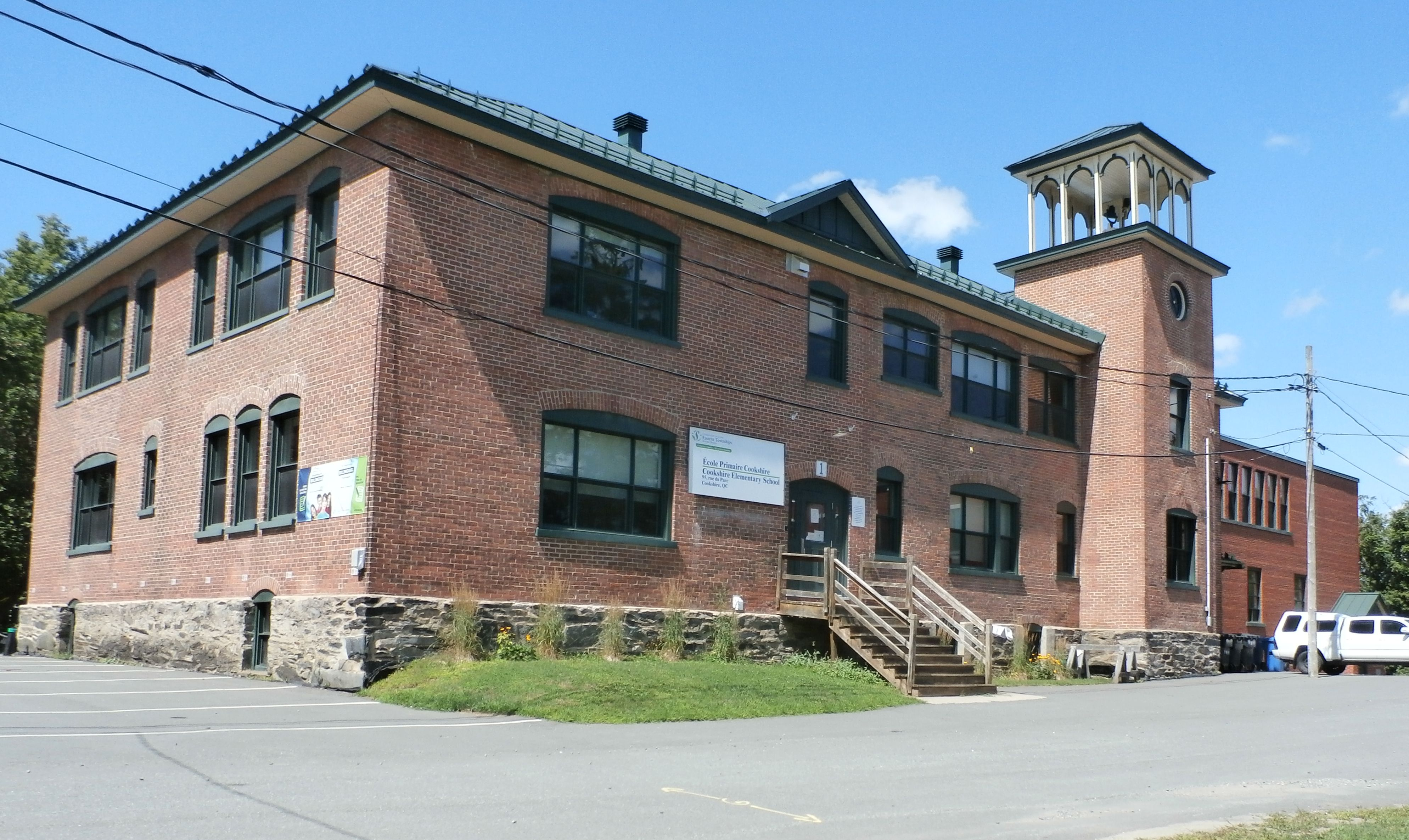
Ecole Primaire Cookshire.
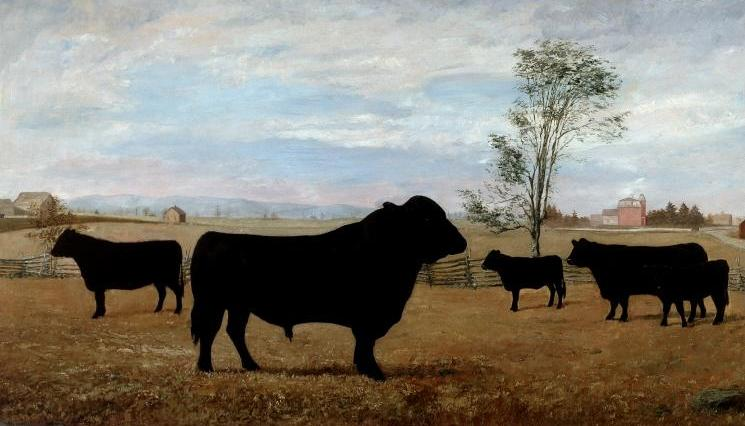
Le troupeau d'Aberdeen Angus appartenant au député J.H. Pope
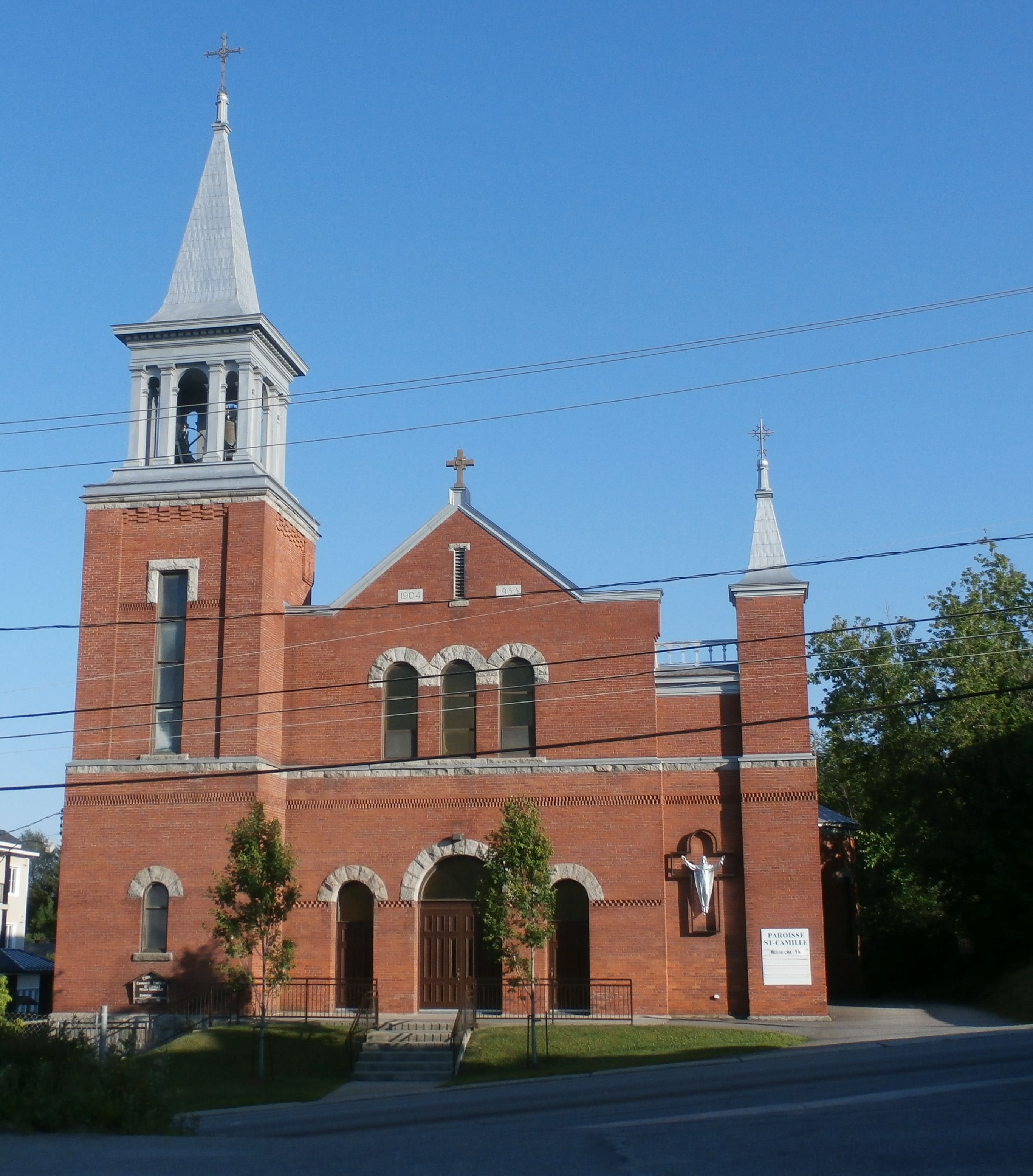
Fabrique Saint-Camille-de-Lellis de Cookshire-Eaton. Fondation en 1868, bâtiment actuel construit en 1904.

Village pittoresque du Haut-Saint-François, Sawyerville est situé au sud de Cookshire sur la route panoramique. Il tire son patronyme de Josiah Sawyer qui a quitté, en 1792, sa résidence de la baie Missisquoi pour s’établir dans les « Townships ». Après sept ans de dur labeur, le leader américain voyait déjà l’avenir dans les cantons d’un très bon œil. Aujourd’hui, des entrepreneurs exploitent encore, comme au temps jadis, les moulins à scie et les usines de transformation du bois. Deux petites églises, l’une baptiste, l’autre anglicane, témoignent aussi du passé.
Cookshire-Eaton fait partie du circuit des sheds panoramiques, un parcours de 150 km à travers le Haut-Saint-François. Ce circuit comprend plusieurs sheds offrant des points de vue sur les paysages de la région.

## Démographie
| 2001  | 2006  | 2011  | 2016  | 2021  |
| ----- | ----- | ----- | ----- | ----- |
| 5 145 | 5 004 | 5 171 | 5 393 | 5 344 |

## Administration
Cookshire-Eaton est le chef-lieu de la MRC du Haut-Saint-François et ville centrale de l'agglomération de Cookshire-Eaton. La ville de Cookshire-Eaton est composée de trois anciennes municipalités: Cookshire, le canton d’Eaton et Sawyerville. L'ancienne ville de Cookshire était le chef-lieu du comté de Compton, prédécesseur de l'actuelle MRC.
Le 4 novembre 2005, la population de Cookshire-Eaton a choisi un nouveau conseil municipal. Normand Potvin a défait le maire sortant Bertrand Landry et l'ancien conseiller municipal Ghyslain Chauveau, lequel tentait également d'obtenir le poste de maire.
| District   | Conseiller             |
| ---------- | ---------------------- |
| Maire      | Noël Landry            |
| District 1 | Yvon Roy               |
| District 2 | Yvan Tremblay          |
| District 3 | Roger Thibault         |
| District 4 | Amanda Hamel           |
| District 5 | Pierre (Pete) Lachance |
| District 6 | Sylvie Lapointe        |

Les élections municipales se font en bloc et suivant un découpage de six districts.
| Cookshire-Eaton Maires depuis 2002                                                                                   |                 |                               |          |
| Élection | Maire           | Qualité                       | Résultat |
| 2002 | Bertrand Landry |                               | Voir     |
| 2005 | Normand Potvin  |                               | Voir     |
| 2009 | Normand Potvin  | Voir                          |          |
| 2010 | Noël Landry     | Président régional UPA Estrie | Voir     |
| 2013 | Noël Landry     | Président régional UPA Estrie | Voir     |
| 2017 | Sylvie Lapointe |                               | Voir     |
| 2021 | Mario Gendron   |                               | Voir     |
| Élection partielle en italique Depuis 2005, les élections sont simultanées dans toutes les municipalités québécoises |                 |                               |          |

## Économie
Cookshire-Eaton est la ville de la MRC du Haut-Saint-Francois qui a le mieux réussi à diversifier son économie. Depuis les années 1990, plusieurs PME ont vu le jour dans le parc industriel de la ville.
- Atelier d'Ébénisterie Cookshire inc, 40 employés
- Industries Nigan, 130 employés
- Industries Plastipak inc., 100 Employés
- MAAX Cookshire (Boiseries Impérial), 150 employés
- Moulinage 3A, 50 employés
- IGA Cookshire, 60 employés
- Vêtements Cookshire inc., 50 employés
- La Légumerie Groupe Dionne Inc., 30 employés
- OMNIMED.com inc, 30 employés

## Culture
C’est en 2019 que voit le jour la maison Victoria Hall, une galerie d’art proposant des œuvres grand format, des ateliers de formation, du théâtre ainsi que du cinéma. C’est un homme d’affaires de Cookshire, Gilles Denis, qui a mis en place ce projet en restaurant un ancien presbytère anglican construit en 1875.

## Société
Depuis plusieurs années, la ville de Cookshire offre des activités pour les jeunes et aussi les adultes. La ville offre plusieurs choix de sports d'équipe participant à des compétitions régionales tel que le baseball, le soccer et le handball parmi d'autres. De plus, la salle des loisirs a rénové son intérieur pour faire place à un gymnase d'entrainement. Cookshire offre à ses habitants un terrain de baseball éclairé, un autre terrain de baseball et un terrain de soccer. Elle offre aussi une cage de frappeur pour le baseball, un terrain de volleyball et un court de tennis. Ayant une patinoire extérieur sur asphalte, cela permet de jouer tant au hockey en hiver qu'au hockey cosom en été. L'été la ville offre une piscine et un parc pour les jeunes qui fréquentent le S.A.E de Cookshire et Johnville. Il est aussi possible de louer le gymnase de l'école Saint-Camille afin d'y jouer au badminton. On peut aussi aller marcher en forêt derrière le pont couvert, où sont aménagés des sentiers en nature sur le bord de la rivière Eaton. L'hiver, ces sentiers permettent la pratique du ski de fond.